# Испанско обновление
Испанско обновление (на испански: Renovación Española) е испанска монархическа политическа партия, активна по време на Втората испанска република, застъпваща се за възстановяването на Алфонсо XIII като крал на Испания в противовес на карлизма. Партията е ръководена от Антонио Гойкоечеа и Хосе Калво Сотело. 
През 1937 г., по време на Гражданската война в Испания, тя прекратява съществуването си, след като генерал Франсиско Франко обединява различни крайнодесни организации от бунтовническата зона в една партия.

## История
Партията е създадена през януари 1933 г., след като Гойкоечеа и няколко последователи се отделят от Народно действие и получават одобрението на Алфонсо XIII да създадат нова партия, въпреки че от самото начало поддържат добри отношения с карлистите и се опитват да ги въвлечат в различни антирепубликански заговори. Дори преди Гражданската война, партията има тесни връзки с Испанската фаланга, като ѝ плаща месечна субсидия от 10 000 песети. Испанско обновление подкрепя един вид авторитарен корпоративизъм, особено подчертан, след като Хосе Калво Сотело поема контрола над партията.
Партията е една от първите сред замесените в заговор срещу правителството на Народния фронт, които подкрепят Франко като общ лидер. Испанско обновление е свързана и с военната група Испански военен съюз (Union Militar Española), която изиграва важна роля в предизвикването на гражданска война. По време на началния етап на гражданската война, Испанско обновление е близка с генерал Емилио Мола, който се консултира редовно с ръководството ѝ.
Убийството на Хосе Калво Сотело от комунистите, който е много по-популярен и по-добър оратор от неефективния Гойкоечеа, през юли 1936 г. отслабва донякъде редиците ѝ и не след дълго те стават изцяло подчинени на Франко в опит да запазят влияние върху група, която е с малко народна подкрепа. Заедно с редица други крайнодесни, Испанско обновление е закрита през април 1937 г. с формирането на Falange Española Tradicionalista y de las Juntas de Ofensiva Nacional-Sindicalista. Признавайки, че властта му е крехка, Гойкоечеа приема указа и разпуска Испанско обновление.